# Rand (krater)
För andra betydelser, se Rand.
Rand är en nedslagskrater på planeten Venus. Rand har fått sitt namn efter författaren Ayn Rand.
Kratern har en diameter på ungefär 24 kilometer.